# Tamegroute
Tamegroute (franska: Tamegroute (CR), Tamegroute (Commune Rurale), arabiska: تاكونيت) är en kommun i Marocko.   Den ligger i provinsen Zagora och regionen Drâa-Tafilalet, i den östra delen av landet, 400 km söder om huvudstaden Rabat. Antalet invånare är 19 531.